# Лыткин, Михаил Иванович
Михаил Иванович Лыткин (1919—2013) — советский и российский учёный и педагог, доктор медицинских наук, профессор, генерал-майор медицинской службы, почётный доктор Военно-медицинской академии (1998).
Автор свыше 400 научных работ, включая 4 учебника, 5 учебных пособий и 13 монографий.

## Биография
Родился 22 ноября 1919 года в деревне Григорово Пермской губернии в крестьянской семье.
После школы с отличием закончил медицинский техникум и медицинский рабфак при Пермском медицинском институте (ныне Пермский государственный медицинский университет), после чего в 1939 году поступил в Ленинградскую Военно-медицинскую академию (ВМА, ныне Военно-медицинская академия имени С. М. Кирова). В 1943 году, по окончании академии, был оставлен в её адъюнктуре при кафедре факультетской хирургии, которой руководил профессор В. Н. Шамов. По собственному желанию в начале 1944 года Лыткин был направлен в действующую армию, находился на различных хирургических должностях. Великую Отечественную войну закончил в Берлине в должности начальника хирургической группы отдельной роты медицинского усиления 1-й Польской армии и в течение последующих трёх лет был ординатором, затем начальником хирургического отделения и ведущим хирургом Окружного военного госпиталя.
В 1948 году М. И. Лыткин вновь поступил в адъюнктуру при кафедре госпитальной хирургии ВМА, где его руководителем стал профессор С. С. Гирголав. В 1951 году он окончил адъюнктуру и защитил кандидатскую диссертацию на тему «Об изменениях мышечного тонуса и эвакуаторной функции резецированного желудка в послеоперационном периоде (клинико-экспериментальное исследование)» и был назначен младшим преподавателем кафедры военно-полевой хирургии вновь создаваемого
военно-медицинского факультета при Саратовском медицинском институте (ныне Саратовский военно-медицинский институт. Здесь Михаил Иванович прошёл должности преподавателя, старшего преподавателя, начальника кафедры (1956). Здесь же защитил в 1960 году докторскую диссертацию на тему «Кожная пластика при первичной хирургической обработке ран и термических ожогов : (клинико-экспериментальное исследование)».
В 1958 году Лыткин вновь вернулся в ВМА на должность старшего научного сотрудника кафедры факультетской хирургии, возглавляемой уже академиком В. Н. Шамовым. В 1959 году стал заместителем начальника кафедры факультетской хирургии. С 1968 по 1988 год возглавлял несколько следующие подразделения академии: общую хирургию, хирургию № 2 (для усовершенствования врачей) и госпитальную хирургию. В 1968 году Михаил Иванович Лыткин был назначен начальником кафедры общей хирургии академии. В 1971 году возглавил кафедру хирургии для усовершенствования врачей № 2. В 1976 году он был назначен начальником кафедры госпитальной хирургии ВМА и в этой должности в 1988 году окончил военную службу в звании генерал-майора медицинской службы. Уйдя в отставку, М. И. Лыткин был избран профессором кафедры общей хирургии, где продолжал работать и передавать опыт своим воспитанникам: под руководством были выполнены и защищены 20 докторских и более 50 кандидатских диссертаций.
Наряду с научно-педагогической, занимался общественной деятельностью. Принимал участие во Всесоюзных и Всероссийских съездах хирургов, а также в международных конгрессах и научных конференциях. Стал действительным членом Международной ассоциации хирургов (1977), членом Ассоциации военных хирургов США (1969), членом Правления
Всесоюзного общества хирургов, почетным председателем Хирургического общества Н. И. Пирогова (1988). Был членом редколлегии журнала «Вестник хирургии им. И. И. Грекова» (1974).
Умер в 2013 году в Санкт-Петербурге.
21-22 ноября 2019 года в Санкт-Петербурге состоялась конференции «Научно-педагогическая школа профессора Михаила Ивановича Лыткина и его вклад в мировую хирургию», посвященной 100-летию со дня рождения учёного.

## Заслуги
- Был награждён орденами «Знак Почета», Октябрьской Революции, Отечественной войны I и II степеней, двумя орденами Красной Звезды, орденом Золотого Креста Заслуги (Польская Народная Республика) и многими медалями, в том числе «За боевые заслуги», «За оборону Ленинграда», «За освобождение Варшавы», «За победу над Германией в Великой Отечественной войне 1941—1945 гг.», медаль Г. К. Жукова и ведомственная медаль «За заслуги перед отечественным здравоохранением»[1].
- Лауреат Государственной премии СССР (1988), лауреат премии Совета Министров СССР (1986), лауреат премии им. С. И. Спасокукоцкого Академии медицинских наук СССР (1986).
- Заслуженный деятель науки РСФСР (1976).